# Adire

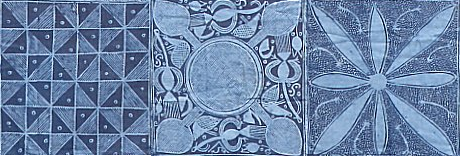
Tissu adire yoruba décoré à l'indigo.

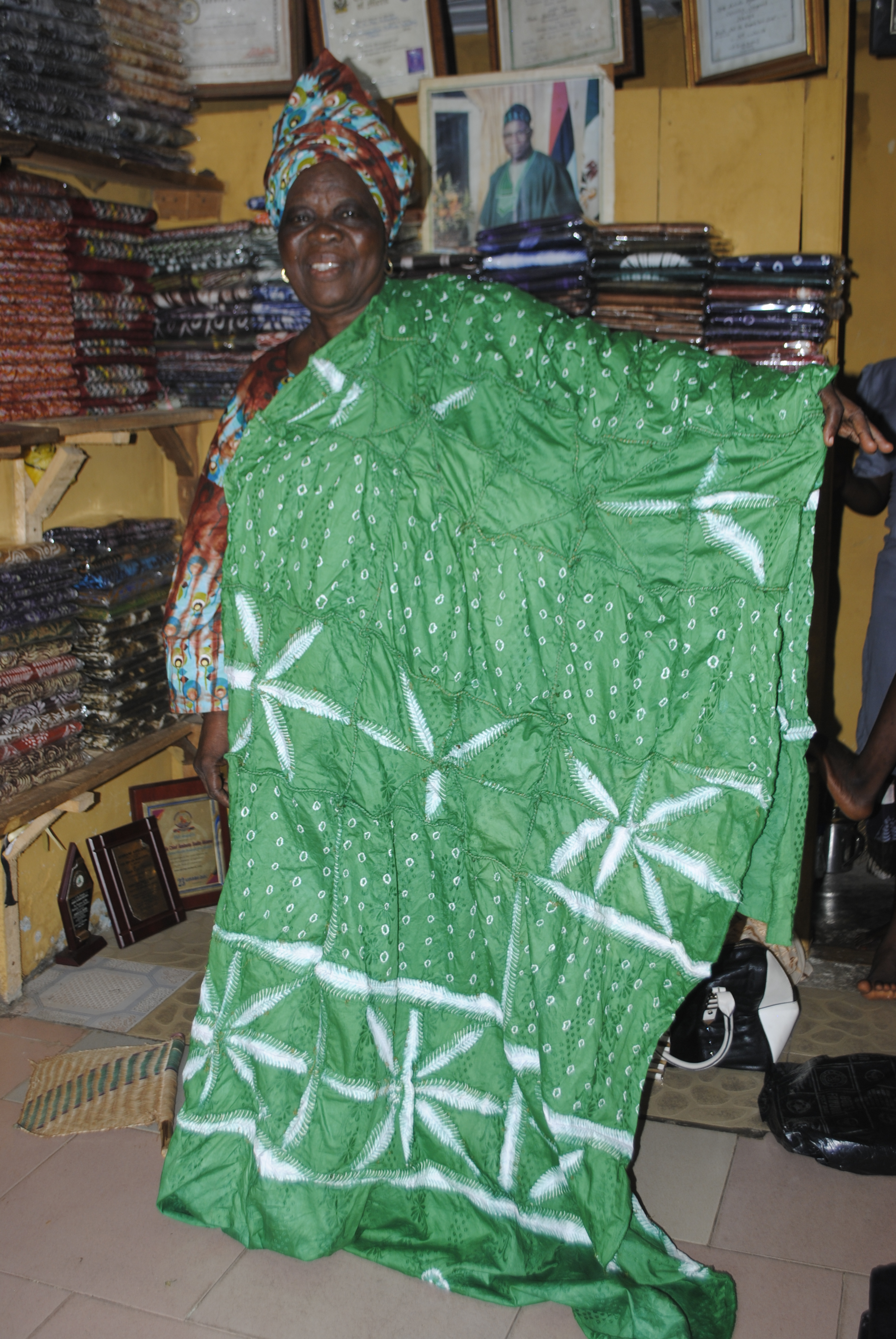
Une marchande d'adire au Nigeria.

Le textile adire (en yoruba : adirẹ, « nouer et teinter ») est le tissu teint à l'indigo fabriqué dans le sud-ouest du Nigeria par les femmes yorubas, à l'aide de diverses techniques de teinture par résistance (en),.

## Histoire
Les premières pièces de ce type étaient probablement de simples dessins noués sur des tissus de coton filés et tissés à la main localement (un peu comme ceux qui sont encore produits au Mali), mais au cours des premières décennies du XXe siècle, l'accès à de grandes quantités de tissus pour chemises importés, grâce à l'expansion des marchands de textiles européens à Abeokuta et dans d'autres villes yorubas, a provoqué un boom des efforts artistiques et entrepreneuriaux de ces femmes, faisant de l'adire un artisanat local majeur à Abeokuta et Ibadan, attirant des acheteurs de toute l'Afrique occidentale. Abeokuta est considérée comme la capitale de la fabrication de l'adire au Nigeria, mais certains suggèrent que les grandes villes d'Ibadan et d'Osogbo sont plus importantes pour la fabrication de l'adire, car la teinture de l'adire a commencé à Abeokuta lorsque les femmes Egba d'Ibadan sont revenues avec ce savoir. La forme de base du tissu est devenue celle de deux pièces de tissu de chemise cousues ensemble pour créer un tissu d'emballage pour les femmes. De nouvelles techniques de teinture par résistance (en) se développent.
La tradition de la teinture à l'indigo remonte à plusieurs siècles en Afrique de l'Ouest. L'exemple le plus ancien connu est une coiffe du royaume Dogon au Mali datant du XIe siècle, teinte dans le style oniko.

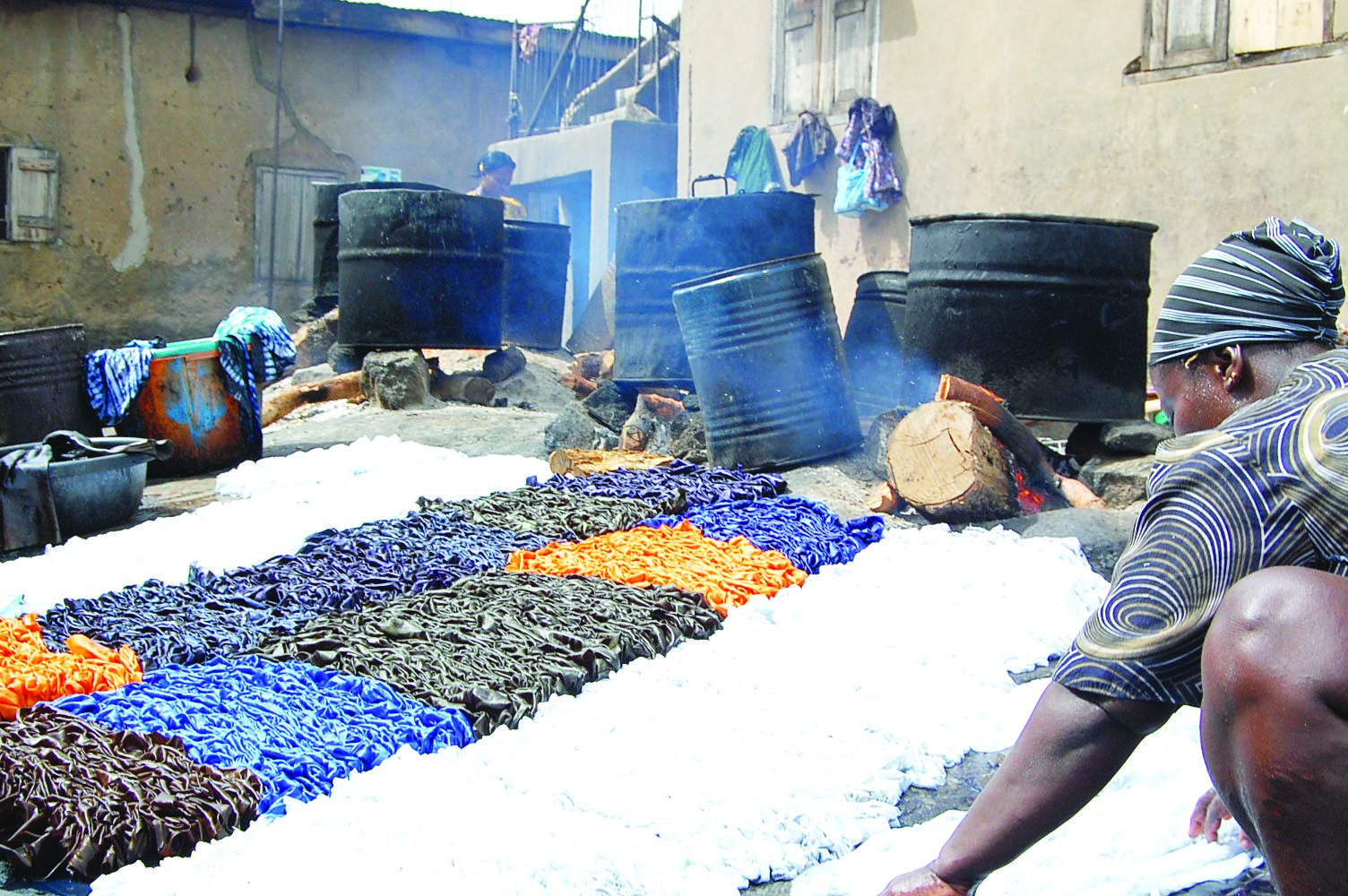
Processus d'élaboration de l'adire au Nigeria.

Cependant, à la fin des années 1930, la diffusion de l'indigo synthétique et de la soude caustique, ainsi que l'arrivée de nouveaux venus moins qualifiés, ont entraîné des problèmes de qualité et un effondrement de la demande, toujours présent. Bien que les motifs à base de résine d'amidon, plus complexes et plus beaux, aient continué à être produits jusqu'au début des années 1970, et malgré un renouveau dû en grande partie à l'intérêt des travailleurs des Corps de la paix américains dans les années 1960, ils n'ont jamais retrouvé leur popularité antérieure. Aujourd'hui, des motifs simplifiés au pochoir et certains motifs oniko et alabere de meilleure qualité sont encore produits, mais le goût local privilégie le kampala (tissu résistant à la cire multicolore, parfois également appelé adire par certaines personnes). Cependant, l'art de l'adire a récemment connu un renouveau grâce à des artisans nigérians tels que Nike Davies-Okundaye, qui a inspiré une jeune génération de créateurs, dont Amaka Osakwe (et son label Maki-Oh) et Duro Olowu (en). Des personnalités politiques et des célébrités telles que Michelle Obama et Lupita Nyong'o ont récemment porté des vêtements inspirés de l'adire.

## Techniques
Il existe trois techniques d'adire, :
- Onikan : ce procédé consiste à nouer du raphia autour de centaines de grains de maïs ou de cailloux individuels pour produire de petits cercles blancs sur un fond bleu. Le tissu peut également être torsadé et noué sur lui-même ou plié en bandes.
- Alabere : couture du raphia sur le tissu selon un motif avant la teinture. La paume du raphia est dénudée et la colonne vertébrale est cousue dans le tissu. Après la teinture, le raphia est généralement arraché, mais certains choisissent de le laisser et de laisser l'usure du vêtement révéler lentement le motif.
- Eleko : teinture résistante avec de la pâte de manioc peinte sur le tissu. Traditionnellement réalisée avec des plumes de poulet de différentes tailles, la calebasse sculptée en différents motifs est également utilisée, d'une manière similaire à l'impression en bloc. Depuis le début du vingtième siècle, des pochoirs en métal découpés dans les feuilles d'étain qui recouvraient les coffres à thé sont également utilisés.

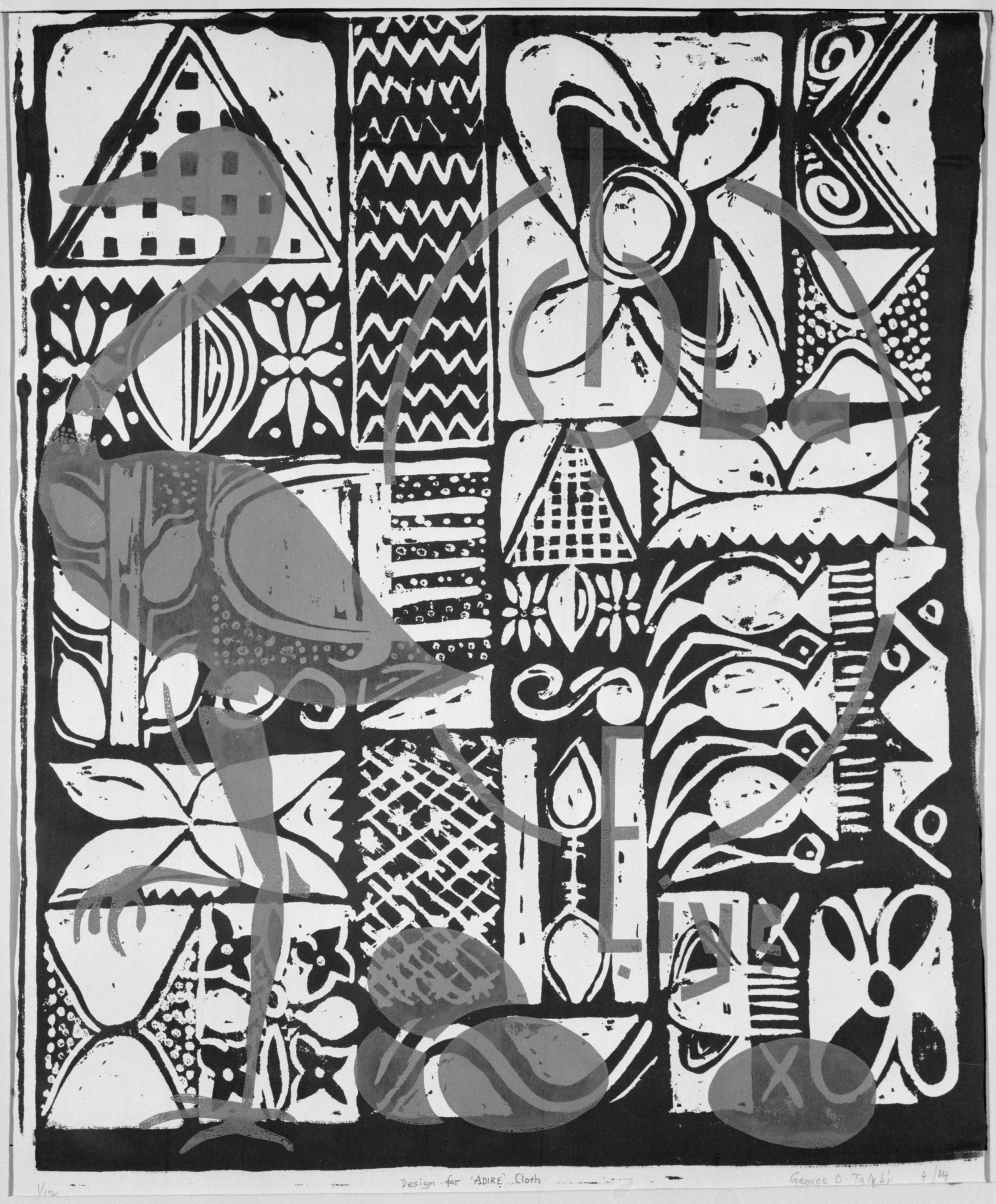
Dessin préparatoire pour un tissu adire.

La plupart des motifs portent un nom, les plus populaires étant le motif « jubilé » (produit pour la première fois à l'occasion du jubilé d'argent de George V et de la reine Mary en 1935), Olokun (« déesse de la mer »), Sunbebe (« lever des perles ») et Ibadandun (« Ibadan est doux »).
Le Nigeria est également connu pour ses motifs bicolores à base de résine indigo, créés par la teinture répétée de tissus peints avec de la pâte de racine de manioc pour créer un bleu profond ; la pâte est ensuite éliminée par lavage et le tissu est teint une dernière fois. Un tissu de qualité est teint 25 fois ou plus pour créer une couleur bleu-noir profonde avant que la pâte ne soit éliminée par lavage. D'autres formes de teinture à l'indigo par réserve existent dans d'autres régions d'Afrique de l'Ouest ; par exemple, les Bamana du Mali utilisent la réserve de boue, tandis que les teinturiers sénégalais utilisent la pâte de riz plutôt que la racine de manioc, et les Ndop du Cameroun utilisent à la fois la résistance aux points et la résistance à la cire.